# Markus Penz
Markus Penz, né le 6 juin 1975 à Innsbruck est un skeletoneur autrichien.

## Carrière
Il débute en équipe nationale en 2002, et obtient son premier podium en Coupe du monde en 2004. Penz participe ensuite aux Jeux olympiques d'hiver de 2006 à Turin, où il prend la seizième place en individuel. L'année suivante, il se classe quatrième des Championnats du monde 2007 disputés à Saint-Moritz.

## Palmarès

### Jeux olympiques d'hiver
- 16e aux Jeux olympiques d'hiver de 2006 à Turin.

### Championnats du monde de skeleton
- Meilleur résultat : 4e en 2007 à Saint-Moritz.

### Championnats d'Europe de skeleton
- médaille d'argent : en 2007.
- médaille de bronze : en 2006.

### Coupe du monde de skeleton
- Meilleur classement général : 4e en 2007.
- 3 podiums individuels dont 3 troisièmes places.